# Podochilus pachyrhizus
Podochilus pachyrhizus är en orkidéart som beskrevs av Rudolf Schlechter. Podochilus pachyrhizus ingår i släktet Podochilus och familjen orkidéer. Inga underarter finns listade i Catalogue of Life.